# غدب نمطي
غدب نمطي (باللاتينية: Scrophularia stylosa ) هو نوع نباتي يتبع جنس الغدب من الفصيلة الغدبية.